# Strzelectwo na Letnich Igrzyskach Olimpijskich 2008
Strzelectwo na XXIX Letnich Igrzyskach Olimpijskich rozgrywane było od 9 do 17 sierpnia. Zawody odbyły się w Halowej Strzelnicy Pekińskiej (strzelanie z pistoletów i karabinów) oraz Odkrytej Strzelnicy Pekińskiej (skeet, trap).

## Konkurencje
Kobiety
- pistolet pneumatyczny 10 m (40 strzałów)
- karabin pneumatyczny 10 m (40 strzałów)
- pistolet sportowy 25 m (30+30 strzałów)
- karabin sportowy 50 m (3x20 strzałów)
- skeet (75 strzałów)
- trap (75 strzałów)

Mężczyźni
- pistolet pneumatyczny 10 m (60 strzałów)
- karabin pneumatyczny 10 m (60 strzałów)
- pistolet szybkostrzelny 25 m (60 strzałów)
- pistolet dowolny 50 m (60 strzałów)
- karabin dowolny 50 m (3x40 strzałów)
- karabin dowolny leżąc 50 m (60 strzałów)
- skeet (125 strzałów)
- trap (125 strzałów)
- podwójny trap (150 strzałów)

## Polacy
Wśród 390 strzelców znaleźli się również reprezentanci Polski.
Kobiety

Sylwia Bogacka – karabin sportowy 50 m (3x20 strzałów), karabin pneumatyczny 10 m (40 strzałów)

Mirosława Sagun-Lewandowska – pistolet sportowy 25 m (30+30 strzałów), pistolet pneumatyczny 10 m (40 strzałów)

Agnieszka Staroń – karabin sportowy 50 m (3x20 strzałów), karabin pneumatyczny 10 m (40 strzałów)

Sławomira Szpek – pistolet sportowy 25 m (30+30 strzałów), pistolet pneumatyczny 10 m (40 strzałów)
Mężczyźni

Wojciech Knapik – pistolet dowolny 50 m (60 strzałów), pistolet pneumatyczny 10 m (60 strzałów)

Robert Kraskowski – karabin dowolny 50 m (3x40 strzałów), karabin dowolny leżąc 50 m (60 strzałów), karabin pneumatyczny 10 m (60 strzałów)

## Medaliści

### Kobiety

#### pistoletpneumatyczny 10 m (40 strzałów)
| Lp. | Państwo   | Zawodniczka                 | Wynik     |
| --- | --------- | --------------------------- | --------- |
| 1.  | Chiny     | Guo Wenjun                  | 492,3 pkt |
| 2.  | Rosja     | Natalia Paderina            | 489,1 pkt |
| 3.  | Gruzja    | Nino Sałukwadze             | 487,4 pkt |
| 4.  | Białoruś  | Wiktorija Czajka            | 482,0 pkt |
| 5.  | Polska    | Mirosława Sagun-Lewandowska | 481,3 pkt |
| 6.  | Serbia    | Jasna Sekaric               | 480,9 pkt |
| 7.  | Finlandia | Mira Nevansuu               | 480,5 pkt |
| 8.  | Mongolia  | Munkzul Tsogbadrah          | 479,6 pkt |
| –   | –         | –                           | –         |
| 25. | Polska    | Sławomira Szpek             | 378 pkt   |

#### karabinpneumatyczny 10 m (40 strzałów)
| Lp. | Państwo           | Zawodniczka       | Wynik        |
| --- | ----------------- | ----------------- | ------------ |
| 1.  | Czechy            | Katerina Emmons   | 503,5 pkt RO |
| 2.  | Rosja             | Lubow Gałkina     | 502,1 pkt    |
| 3.  | Chorwacja         | Snjezana Pejcic   | 500,9 pkt    |
| 4.  | Stany Zjednoczone | Jamie Beyerle     | 499,8 pkt    |
| 5.  | Chiny             | Du Li             | 499,6 pkt    |
| 6.  | Kazachstan        | Olga Dowgun       | 498,1 pkt    |
| 7.  | Francja           | Marie Laure Gigon | 497,3 pkt    |
| 8.  | Polska            | Sylwia Bogacka    | 495,7 pkt    |
| –   | –                 | –                 | –            |
| 25. | Polska            | Agnieszka Staroń  | 393 pkt      |

#### pistoletsportowy 25 m (30+30 strzałów)
| Lp. | Państwo        | Zawodniczka                 | Wynik     |
| --- | -------------- | --------------------------- | --------- |
| 1.  | Chiny          | Chen Ying                   | 793,4 pkt |
| 2.  | Mongolia       | Gundegmaa Otryad            | 792,2 pkt |
| 3.  | Niemcy         | Munkhbayar Dorjsuren        | 789,2 pkt |
| 4.  | Chiny          | Fengji Fei                  | 787,9 pkt |
| 5.  | Bułgaria       | Maria Grozdewa              | 786,6 pkt |
| 6.  | Korea Północna | Yong-Suk Jo                 | 783,4 pkt |
| 7.  | Tajlandia      | Tanyaporn Prucksakorn       | 777,7 pkt |
| 8.  | Salwador       | Luisa Maida                 | 774,0 pkt |
| –   | –              | –                           | –         |
| 27. | Polska         | Sławomira Szpek             | 575 pkt   |
| 30. | Polska         | Mirosława Sagun-Lewandowska | 574 pkt   |

#### karabinsportowy 50 m (3x20 strzałów)
| Lp. | Państwo           | Zawodniczka       | Wynik     |
| --- | ----------------- | ----------------- | --------- |
| 1.  | Chiny             | Du Li             | 690,3 pkt |
| 2.  | Czechy            | Katerina Emmons   | 687,7 pkt |
| 3.  | Kuba              | Eglis Yaima Cruz  | 687,6 pkt |
| 4.  | Rosja             | Lubow Gałkina     | 687,4 pkt |
| 5.  | Stany Zjednoczone | Jamie Beyerle     | 686,9 pkt |
| 6.  | Kazachstan        | Olga Dowgun       | 686,3 pkt |
| 7.  | Serbia            | Lidija Mihajlovic | 686 pkt   |
| 8.  | Chiny             | Liuxi Wu          | 685,9 pkt |
| –   | –                 | –                 | –         |
| 10. | Polska            | Sylwia Bogacka    | 582 pkt   |
| 11. | Polska            | Agnieszka Staroń  | 581 pkt   |

#### skeet (75 strzałów)
| Lp. | Państwo           | Zawodniczka           | Wynik  |
| --- | ----------------- | --------------------- | ------ |
| 1.  | Włochy            | Chiara Cainero        | 93+2   |
| 2.  | Stany Zjednoczone | Kimberly Rhode        | 93+1+2 |
| 3.  | Niemcy            | Christine Brinker     | 93+1+1 |
| 4.  | Szwecja           | Nathalie Larsson      | 92+2   |
| 5.  | Tajlandia         | Sutiya Jiewchaloemmit | 92+1   |
| 6.  | Chiny             | Ning Wei              | 91     |
| 7.  | Cypr              | Andri Eleftheriou     | 67     |
| 8.  | Słowacja          | Danka Bartekova       | 67     |

#### trap(75 strzałów)
| Lp. | Państwo           | Zawodniczka         |
| --- | ----------------- | ------------------- |
| 1.  | Finlandia         | Satu Makela-Nummela |
| 2.  | Słowacja          | Zuzana Stefecekova  |
| 3.  | Stany Zjednoczone | Corey Cogdell       |

### Mężczyźni

#### pistoletpneumatyczny 10 m (60 strzałów)
| Lp. | Państwo           | Zawodnik              | Wynik          |
| --- | ----------------- | --------------------- | -------------- |
| 1.  | Chiny             | Pang Wei              | 688,2 pkt      |
| 2.  | Korea Południowa  | Jin Jong-oh           | 684,5 pkt      |
| 3.  | Stany Zjednoczone | Jason Turner          | 682,0+10,5 pkt |
| 4.  | Stany Zjednoczone | Brian Beaman          | 682,0+10,3 pkt |
| 5.  | Rosja             | Leonid Jekimow        | 680,5 pkt      |
| 6.  | Francja           | Walter Lapeyre        | 680,3 pkt      |
| 7.  | Tajlandia         | Jakkrit Panichpatikum | 679,0 pkt      |
| DSQ | Korea Północna    | Jong Su Kim           | 683 pkt        |
| –   | –                 | –                     | –              |
| 24. | Polska            | Wojciech Knapik       | 577 pkt        |

#### karabinpneumatyczny 10 m (60 strzałów)
| Lp. | Państwo   | Zawodnik       |
| --- | --------- | -------------- |
| 1.  | Indie     | Abhinav Bindra |
| 2.  | Chiny     | Zhu Qinan      |
| 3.  | Finlandia | Henri Hakkinen |

#### pistoletszybkostrzelny 25 m (60 strzałów)
| Lp. | Państwo | Zawodnik         |
| --- | ------- | ---------------- |
| 1.  | Ukraina | Ołeksandr Petriw |
| 2.  | Niemcy  | Ralf Schumann    |
| 3.  | Niemcy  | Christian Reitz  |

#### pistoletdowolny 50 m (60 strzałów)
| Lp. | Państwo          | Zawodnik        | Wynik     |
| --- | ---------------- | --------------- | --------- |
| 1.  | Korea Południowa | Jin Jong-oh     | 660,4     |
| 2.  | Chiny            | Tan Zongliang   | 659,5     |
| 3.  | Rosja            | Władimir Isakow | 658,9+9,1 |
| 4.  | Ukraina          | Oleg Omelczuk   | 658,9+6,5 |
| 5.  | Słowacja         | Pavol Kopp      | 657,6     |
| 6.  | Bułgaria         | Tanyu Kiriakow  | 656,8     |
| 7.  | Serbia           | Damir Mikec     | 655,8     |
| DSQ | Korea Północna   | Jong Oh Jin     | 660,2     |
| –   | –                | –               | –         |
| 39. | Polska           | Wojciech Knapik | 577       |

#### karabindowolny 50 m (3x40 strzałów)
| Lp. | Państwo  | Zawodnik         |
| --- | -------- | ---------------- |
| 1.  | Chiny    | Qiu Jian         |
| 2.  | Ukraina  | Jurij Suchorukow |
| 3.  | Słowenia | Rajmond Debevec  |

#### karabindowolny leżąc 50 m (60 strzałów)
| Lp. | Państwo           | Zawodnik                | Wynik |
| --- | ----------------- | ----------------------- | ----- |
| 1.  | Ukraina           | Artur Ajwazian          | 702,3 |
| 2.  | Stany Zjednoczone | Matthew Emmons          | 701,7 |
| 3.  | Australia         | Warren Potent           | 700,5 |
| 4.  | Norwegia          | Vebjoern Berg           | 699,1 |
| 5.  | Rosja             | Konstantin Prikodczenko | 699   |
| 6.  | Francja           | Valerian Savuaplane     | 698,8 |
| 7.  | Finlandia         | Juha Hirvi              | 698,5 |
| 8.  | Białoruś          | Siarhiej Martynau       | 698,3 |
| –   | –                 | –                       | –     |
| 25. | Polska            | Robert Kraskowski       | 591   |

#### skeet (125 strzałów)
| Lp. | Państwo           | Zawodnik        |
| --- | ----------------- | --------------- |
| 1.  | Stany Zjednoczone | Vincent Hancock |
| 2.  | Norwegia          | Tore Brovold    |
| 3.  | Francja           | Anthony Terras  |

#### trap(125 strzałów)
| Lp. | Państwo   | Zawodnik          | Wynik |
| --- | --------- | ----------------- | ----- |
| 1.  | Czechy    | David Kostelecky  | 146   |
| 2.  | Włochy    | Giovanni Pellielo | 143   |
| 3.  | Rosja     | Aleksiej Alipow   | 142+3 |
| 4.  | Australia | Michael Diamond   | 142+2 |
| 5.  | Chorwacja | Josip Glasnovic   | 140+2 |
| 6.  | Włochy    | Erminio Frasca    | 140+1 |
| 7.  | Niemcy    | Karsten Bindrich  | 119   |
| 8.  | Indie     | Mansher Singh     | 117   |

#### podwójnytrap(150 strzałów)
| Lp. | Państwo                      | Zawodnik            | Wynik |
| --- | ---------------------------- | ------------------- | ----- |
| 1.  | Stany Zjednoczone            | Walton Eller        | 190   |
| 2.  | Włochy                       | Francesco D’Aniello | 187   |
| 3.  | Chiny                        | Hu Binyuan          | 184   |
| 4.  | Stany Zjednoczone            | Jeffrey Hoguin      | 182   |
| 5.  | Australia                    | Russell Mark        | 181   |
| 6.  | Wielka Brytania              | Richard Faulds      | 180   |
| 7.  | Zjednoczone Emiraty Arabskie | Ahmed Almaktoum     | 136+5 |
| 8.  | Malta                        | William Chetcuti    | 136+3 |